# ساسک‌پاور
ساسک پاور (انگلیسی: SaskPower) شرکت برق کانادایی است، که در سال ۱۹۲۹ تأسیس شد.